# Harrisina tersa
Harrisina tersa is een vlinder uit de familie van de bloeddrupjes (Zygaenidae). De wetenschappelijke naam van de soort is voor het eerst geldig gepubliceerd in 1899 door Herbert Druce. De soort werd ontdekt in Orizaba (Mexico).